# Helmschnecken

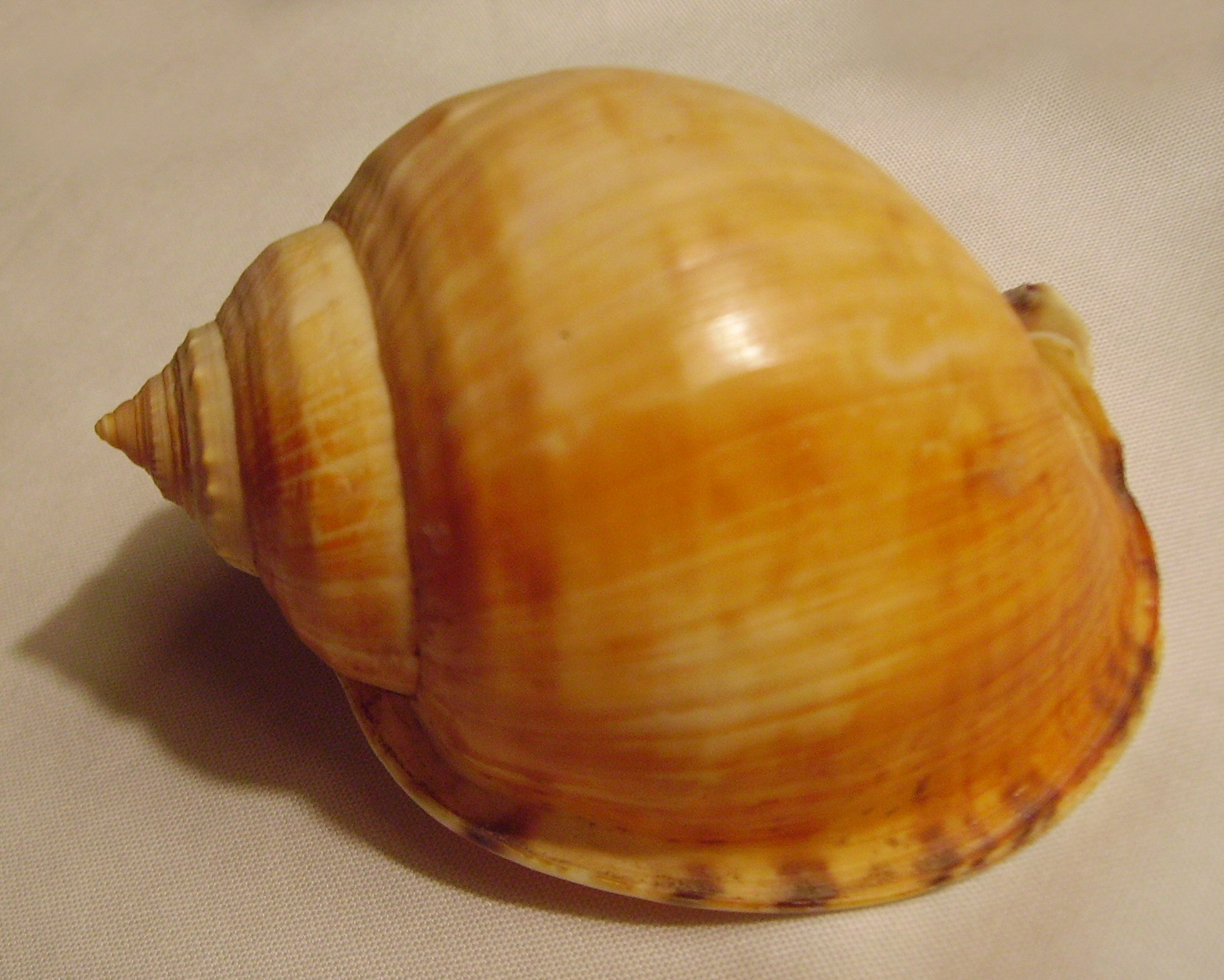
Gehäuse von Semicassis pyrum

Die Helmschnecken (Cassidae) sind eine Familie mariner Schnecken, die in flachen subtropischen und tropischen Meeren auf Weichböden leben. Sie leben räuberisch und fressen fast ausschließlich Stachelhäuter (Echinodermata).

## Merkmale
Die Gehäuse sind rechtsgewunden und eiförmig. Sie können trochospiral bis konvolut aufgerollt sein, d. h. die letzten Windungen umgreifen die vorigen Windungen vollständig. Die Mündung kann oval sein, aber auch schlitzartig und sich über die gesamte Länge des Gehäuses erstrecken. Die Adultgröße reicht von etwa 1,7 cm bis zu 40 cm. Der Fuß ist groß und sehr muskulös mit einem großen Propodium. Im Gegensatz zu den verwandten Tonnenschnecken (Tonnidae) besitzen die Helmschnecken hornige Opercula. Die Fortpflanzungsstrategien sind innerhalb der Familie recht unterschiedlich. Bei vielen Arten ist ein Sexualdimorphismus ausgeprägt: Die weiblichen Tiere werden größer als die Männchen. Die Eigelege umfassen zwischen einigen Hundert bis mehrere Zehntausend Eikapseln, die auf einem Hartgrund abgelegt werden. Oft werden die Gelege vom Muttertier bewacht. In diesen Fällen sind die verhältnismäßig wenigen Eier (einige hundert) dotterreich, und es schlüpfen bereits kleine fertige Tierchen. In anderen Fällen können aus den Gelegen mit dotterarmen Eiern bis über 100.000 Veliger-Larven schlüpfen, die sich dann von Plankton ernähren.

## Verbreitung
Die Vertreter der Familie Cassidae sind in den tropischen und subtropischen Meeren zum Teil weit verbreitet. Zu den im Indopazifik häufigen Arten gehören z. B. Cassis cornuta (Linnaeus, 1758), Cypraecassis rufa (Linnaeus, 1758), Semicassis bisulcata (Schubert & Wagner, 1829), Phalium glaucum (Linnaeus, 1758), Phalium areola (Linnaeus, 1758), Casmaria erinacea (Linnaeus, 1758) und Casmaria ponderosa (Gmelin, 1791). Eine sehr wichtige Rolle als Fressfeinde von Seeigeln im westlichen Atlantik und der Karibik spielen dagegen Cassis tuberosa (Linnaeus, 1758) und Cassis flammea (Linnaeus, 1758).

## Lebensweise
Cassidae leben vor allem im Gezeiten- und flachen Küstenbereich, können aber auch bis in etwa 1.100 m Meerestiefe vordringen. Sie siedeln in der Regel auf Weichsubstraten, suchen aber zur Eiablage auch Hartgründe auf. Sie leben räuberisch von Stachelhäutern (Echinodermata) wie Seegurken, Schlangensternen, Seesternen und Seeigeln. Kleinere Beute, wie z. B. kleine Seegurken und Schlangensterne werden ganz verschlungen. Seeigel und Seesterne werden angebohrt und ausgefressen oder in Stücken gefressen.

## Systematik
Die Familie wird von Bouchet und Rocroi als Unterfamilie zur jüngeren (= später aufgestellten) Familie Tonnidae gestellt. Dies ist nach den IRZN nicht korrekt. Millard (1997) und Riedel (2000) stellen sie daher in die Überfamilie Cassoidea. Bouchet und Rocroi listen vier Unterfamilien innerhalb der Cassidae auf:
- Cassidae Latreille, 1825
  - Cassinae Latreille, 1825
  - (Tonninae Suter, 1913)
  - Oocorythinae Fischer, 1885
  - Phalinae Beu, 1981

Die Tonnidae (Tonnenschnecken) werden von der Mehrzahl der Autoren jedoch als eigenständige Familie innerhalb der Überfamilie Cassoidea angesehen; daher wird Bouchet und Rocroi in diesem Punkt nicht gefolgt.
Nach Kreipl (1997) ergibt sich folgende Untergliederung:
- Superfamilie Tonnoidea
  - Familie Cassidae Swainson, 1832
    - Unterfamilie Cassinae Beu, 1981
      - Gattung Cassis Scopoli, 1777
        - Untergattung Cassis s. str. Scopoli, 1777
          - Cassis flammea (Linnaeus, 1758)
          - Cassis madagascariensis (Lamarck, 1822)
          - Cassis norai Prati Musetti, 1995
          - Cassis tessellata (Gmelin, 1791)
          - Cassis tuberosa (Linnaeus, 1758)

        - Untergattung Hypocassis Iredale, 1927
          - Cassis abbotti Bouchet, 1988
          - Cassis fimbriata Quoy & Gaimard, 1833
          - Cassis nana (Tenison-Woods, 1879)

      - Gattung Cypraecassis Stutchbury, 1837
        - Untergattung Cypraecassis s. str. Stutchbury, 1837
          - Cypraecassis rufa (Linnaeus, 1758)
          - Cypraecassis tenuis (Wood, 1828)
          - Cypraecassis testiculus (Linnaeus, 1758)

        - Untergattung Levenia Gray, 1847
          - Cypraecassis coarctata Sowerby, 1825

      - Gattung Galeodea Link, 1807
        - Untergattung Galeodea s. str. Link, 1807
          - Galodea echinophora (Linnaeus, 1758)
          - Galodea echinophorella Habe, 1961
          - Galodea ferrarioi (Bozzetti, 1989)
          - Galodea hoaraui Drivas & Jay, 1989
          - Galodea keyteri (Kilburn, 1975)
          - Galodea maccamleyi Ponder, 1983
          - Galodea rugosa (Linnaeus, 1771)
          - Galodea triganceae (Dell, 1953)

        - Untergattung Galeoocorys Kuroda & Habe, 1957
          - Galodea leucodoma Dall, 1907
          - Galodea nipponica (Sakurai & Habe, 1961)

      - Gattung Sconsia Gray, 1847
        -           - Sconsia alexarthuri Parth, 1994
          - Sconsia lindae Petuch, 1987
          - Sconsia nephele Bayer, 1971
          - Sconsia striata (Lamarck, 1816)

    - Unterfamilie Phaliinae Beu, 1981
      - Gattung Phalium Link, 1807
        -           - Phalium areola (Linnaeus, 1758)
          - Phalium bandatum (Perry, 1811)
          - Phalium decussatum (Linnaeus, 1758)
          - Phalium fimbria (Gmelin, 1791)
          - Phalium flammiferum (Röding, 1798)
          - Phalium glaucum (Linnaeus, 1758)
          - Phalium muangmani L. Raybaudi Massilia & Prati Musetti, 1995

      - Gattung Echinophoria Sacco, 1890
        -           - Echinophoria bituberculosa (von Martens, 1901)
          - Echinophoria carnosa Kuroda & Habe, 1961
          - Echinophoria coronadoi (Crosse, 1867)
          - Echinophoria kurodai (Abbott, 1968)
          - Echinophoria oschei Mühlhäusser, 1992
          - Echinophoria pilsbryi (Woodring & Olsson, 1957)
          - Echinophoria wyvillei (Watson, 1886)

      - Gattung Casmaria H. & A. Adams, 1853
        -           - Casmaria decipiens Kilburn, 1980
          - Casmaria erinacea (Linnaeus, 1758)
          - Casmaria ponderosa (Gmelin, 1791)

      - Gattung Semicassis Mörch, 1852
        - Untergattung Semicassis s. str. Mörch, 1852
          - Semicassis angasi (Iredale, 1927)
          - Semicassis bisulcata (Schubert & Wagner, 1829)
          - Semicassis bondarevi Mühlhäusser & Parth, 1993
          - Semicassis bulla „Kuroda“ Habe, 1961
          - Semicassis canaliculata (Bruguière, 1792)
          - Semicassis craticulata (Euthyme, 1885)
          - Semicassis faurotis (Jousseaume, 1888)
          - Semicassis glabrata (Dunker, 1852)
          - Semicassis granulata (Born, 1778)
          - Semicassis inornata (Pilsbry, 1895)
          - Semicassis labiata (Perry, 1811)
          - Semicassis microstoma (von Martens, 1903)
          - Semicassis pauciruge (Menke, 1843)
          - Semicassis pyrum (Lamarck, 1822)
          - Semicassis royana (Iredale, 1914)
          - Semicassis saburon (Bruguière, 1792)
          - Semicassis sophia (Brazier, 1872)
          - Semicassis thomsoni (Brazier, 1875)
          - Semicassis umbilicata (Pease, 1861)
          - Semicassis westralis Kreipl, 1997
          - Semicassis whitworthi (Abbott, 1968)

        - Untergattung Antephalium Iredale, 1927
          - Semicassis adcocki (Sowerby, 1896)
          - Semicassis semigranosum (Lamarck, 1822)
          - Semicassis sinuosum (Verco, 1904)

      - Gattung Oocorys Fischer, 1883
        -           - Oocorys alcocki (E. A. Smith, 1906)
          - Oocorys barbouri Clench & Aguayo, 1939
          - Oocorys bartschi Rehder, 1943
          - Oocorys cancellata (Dautzenberg & Fischer, 1897)
          - Oocorys elevata Dall, 1908
          - Oocorys granulosa Schepman, 1909
          - Oocorys lussii Bozzetti, 1990
          - Oocorys pacifica (Dall, 1896)
          - Oocorys rotunda Dall, 1908
          - Oocorys schepmani Turner, 1948
          - Oocorys sulcata Fischer, 1883
          - Oocorys weberi Schepman, 1909

      - Gattung Hadroocorys Quinn, 1980
        -           - Hadroocorys dorae Kreipl & Mühlhäusser, 1996
          - Hadroocorys tosaensis (Habe & Azuma, 1959)
          - Hadroocorys verrilli (Dall, 1889)

      - Gattung Dalium Dall, 1889
        -           - Dalium solidum Dall, 1889

Dieser systematischen Untergliederung folgt auch Gofas (2011) weitgehend.

## Wirtschaftliche Bedeutung
Das Fleisch der großen Helmschnecken-Arten wird in vielen Ländern gegessen. Auch unter Schneckensammlern erfreut sich die Familie großer Beliebtheit.